# 阿見町立本郷小学校
阿見町立本郷小学校（あみちょうりつ ほんごうしょうがっこう）は、茨城県稲敷郡阿見町にある公立小学校。

## 歴史
1902年（明治35年）、現在地に創立され、2度の名称変更を経て、1955年（昭和30年）の町村合併により現在の名称になった。

## 沿革
（この節の出典）
- 1902年（明治35年） - 稲敷郡朝日村の現在地に創立する
- 1941年（昭和16年） - 朝日第三国民学校と改称する
- 1944年（昭和19年） - 朝日第三小学校と改称する
- 1947年（昭和22年） - 荒川沖塚下に新校舎（西校）を新設する
- 1948年（昭和23年） - 朝日村のうち沖新田と荒川沖・荒川本郷の各一部が土浦市に編入したのにともない、西校が土浦市立荒川沖小学校として開校する
- 1952年（昭和27年） - 創立50周年記念式典
- 1955年（昭和30年） - 町村合併により阿見町立本郷小学校と改称する
- 1973年（昭和48年） - 校舎第一期工事が竣工する
- 1974年（昭和49年） - 校歌・校訓制定
- 1976年（昭和51年） - プール完成
- 1979年（昭和54年） - 体育館新設
- 1984年（昭和59年） - 校旗制定
- 2002年（平成14年） - 創立100周年記念式典
- 2013年（平成25年） - 別館（新校舎）工事が竣工する
- 2014年（平成26年） - 本館耐震補強工事、体育館耐震補強工事が竣工する
- 2018年（平成30年） - あさひ小学校の開校にともない学区が一部分離する。実穀小学校と統合する

## 進学先中学校
- 阿見町立朝日中学校

## アクセス
学校周辺には、路線バス（コミュニティバス含む）停留所は無い。
- 関東鉄道バス「荒川沖駅あみプレミアムアウトレット線」で、「沖新田」停留所より、
  - 標柱番号1（あみプレミアムアウトレット・阿見よしわら行）から、徒歩約1.25km・約13分。
  - 標柱番号2（荒川沖駅行）より、徒歩約1.24km・約13分。
- 牛久市コミュニティバス『かっぱ号』「ひたち野うしくルート」で、「ひたちの東2丁目」停留所より、徒歩約1.4km弱・約21分。
  - なお、『かっぱ号』は、片方向の運行である。